# DMB

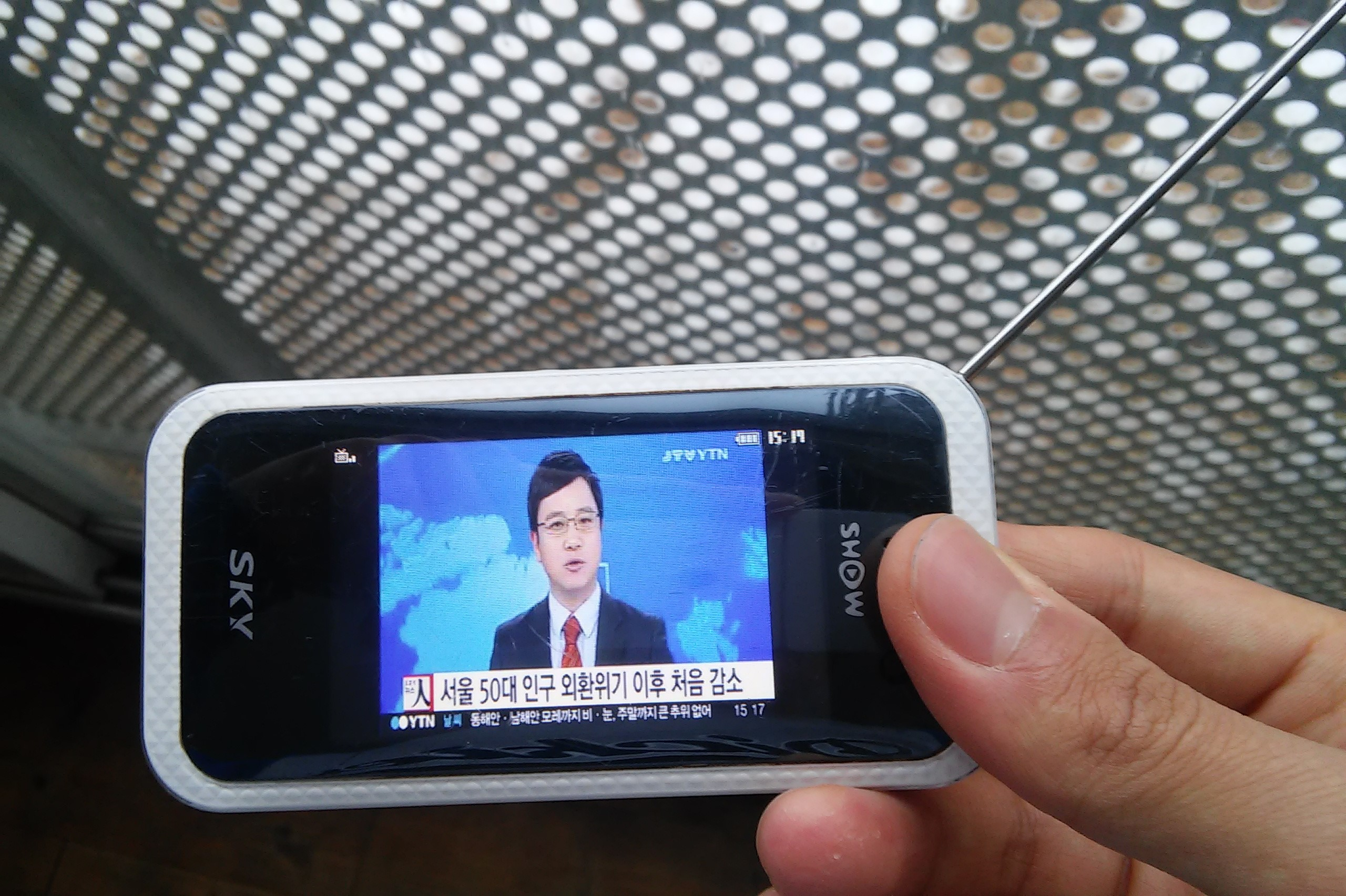
Мобильный телефон с DMB в Южной Корее

Digital Multimedia Broadcasting или DMB — это технология, позволяющая передавать цифровой сигнал на мобильные устройства, такие как мобильный телефон, что позволяет прослушивать на них радио и смотреть телевизионные программы.
Технология была разработана с целью замены наземного аналогового вещания. DMB позволяет передавать звук, данные и видео уровня DVD. Эта технология, также известная как «мобильное телевидение», является ответвлением технологии DAB (Digital Audio Broadcasting), первоначально разрабатываемой как научно-исследовательская работа для Европейского союза (Проект EUREKA номер EU147) и имеет некоторые общие черты с основным конкурирующим мобильным телевизионным стандартом, DVB-H.

## T-DMB
Как и DMB, T-DMB создан для наземного вещания в частотах диапазона III (VHF) и L (UHF).
Поскольку США и Канада все еще используют первый диапазон для телевизионного вещания (каналы VHF с 7 по 13), а диапазон L используется военными организациями США, DMB недоступен в Северной Америке. Вместо него там используется MediaFLO компании Qualcomm. В Японии используется стандарт 1seg (ISDB).
T-DMB использует Part 10 (H.264) MPEG-4 для видео и Part 3 MPEG-4 BSAC или ОН-AAC V2 для аудио. Аудио и видео заключены в транспортный поток MPEG-2. Поток кодирован кодом Рида-Соломона, контрольными словами длиной 16 байт. В MPEG-2 используется сверточное кодирование. Для устранения канальных эффектов, таких как затухание и экранирование, модем DMB использует OFDM-DQPSK-модуляцию. Однопроцессорный приемник T-DMB также оборудован демультиплексором транспортного потока MPEG-2.
Для приема DMB используются различные устройства: мобильный телефон, портативный телевизор, КПК и встраиваемые устройства для автомобилей.
T-DMB — стандарт ETSI (TS 102 427 и TS 102 428). На 14 декабря 2007, ITU формально одобрил T-DMB как глобальный стандарт, наряду с тремя другими стандартами, такими как DVB-H, OneSeg, и MediaFLO.

## Использование
В настоящее время DMB внедряется во многих странах, хотя главным образом используется в Южной Корее.

## DMB в автомобилях
T-DMB предназначен для работы в транспортных средствах, движущихся со скоростями до 120 км/ч. В туннелях или подземных областях и телевидение, и радиопередача также доступны, хотя возможны периодические исчезновения сигнала.